# Gabriel Cotabiță
Gabriel Cotabiță (n. 1 noiembrie 1955, Craiova, România – d. 23 noiembrie 2024, București, România) a fost un cântăreț român de muzică ușoară și pop-rock, prezentator, producător muzical și de televiziune. De asemenea, a fost solistul vocal al formației VH2 și a fost component al cunoscutului grup rock Holograf, în anii '80.

## Studii și primii ani de carieră
A absolvit Institutul de Electrotehnică din Craiova fiind inginer. În perioada 1967-1969 urmează cursurile Școlii Populare de Artă din Craiova. A debutat în muzica rock în anul 1975 alături de grupul Redivivus devenind o vedetă a genului. În luna octombrie a aceluiași an are loc primul spectacol al formației și un an mai târziu Redivivus participă la Festivalul Artei Studențești de la Galați unde Gabriel Cotabiță primește premiu pentru cel mai bun solist vocal. Între anii 1979 și 1980 Cotabiță colaborează și cu Basorelief alături de care susține o serie de concerte pe litoral. După ce Redivivus își încheie activitatea pentru că nu a mai putut fi considerată o trupă studențească, interpretul își va înființa o nouă trupă, Fapt Divers cu care cântă în restaurant. Ulterior revine la titulatura de Redivivus.  În 1983 Holograf rămâne fără solist vocal și-l solicită pe Gabriel Cotabiță să vină în trupă. Împreună au scos în anul 1983 albumul Holograf 1. Pe vremea aceea în componența Holograf era: Gabriel Cotabiță – voce, Mihai Pocorschi - chitară/voce, Sorin Ciobanu - chitară, Antonio Furtună - clape, Nichi Temistocle - chitară bas, Edi Petroșel - percuție. Prezența trupei în același an pe scena de la Cenaclu Flacăra reprezintă rampa de lansare pentru băieți. Despărțirea de Holograf se face din cauza vizei care îi este refuzată de două ori lui Gabriel Cotabiță pentru o serie de turnee în străinătate motiv pentru care decide să părăsească trupa. Este momentul în care se întoarce la Redivivus la Craiova cu care obține succese până în anul 1986 când este contactat de Ionel Tudor pentru a-i interpreta la festivalul Mamaia o piesă. Gabriel Cotabiță este recomandat compozitorului de către fostul coleg de trupă din Holograf, Tino Furtună. Despărțirea definitivă de Redivivus se face printr-un concert pe data de 20 mai. Cotabiță a ales prin muzica ușoară scena: « În 1986 muzica așa-zis ușoară a fost pentru mine ultimul tren pentru a putea cânta pe scenă renunțând la activitatea din restaurante ». Din anul 1986 se dedică muzicii ușoare, pop și își formează o trupă de turneu, respectiv Vodevil.
Dan Iagnov compune melodia „Continent pierdut”, cântec în duet Gabriel Cotabiță cu Monica Anghel, melodie apărută pe CD-ul „Best of Dan Iagnov”, editat în 2006 la casa de discuri OVO MUSIC.

## Apariții și activitatea muzicală
A jucat în filmul muzical În fiecare zi mi-e dor de tine, în regia lui Gheorghe Vitanidis, muzica George Grigoriu și Ionel Tudor. Figurează pe coloana sonoră a peliculei « Rezervă la start », în regia lui Anghel Mora, muzica Adrian Enescu. În anul 1990 susține primul recital pe scena de la Festivalul Mamaia. Prezintă Festivalul „București ‘91”. În anul 1992 susține recital pe scena Festivalului Internațional „Cerbul de aur”. Din anul 1995 este director muzical și realizator de emisiuni la Tele 7abc. Deține funcția de director la firma Aldaco film. În 1995 debutează la festivalul Mamaia în calitate de compozitor cu piesa „Amintirea ta” pe care i-o încredințează Nicoletei Ciopraga care concura la interpretare. În 1998 impune primul regulament al festivalului de la Mamaia dar care nu este respectat fapt care-l determină pe Cotabiță să refuze să ia parte la următoarele două ediții considerându-le din start compromise. În 2000 apare pe discul lui Cornel Fugaru „In the name of the music”. În 2002 formează alături de Mihai Pocorschi grupul VH2. I se decernează Diploma de Onoare a Ministerului Culturii și Cultelor în cadrul Galei muzicale „O zi printre stele”, mai 2002. În 2003 prezintă festivalul internațional Callatis; deține unul din cele mai puternice Fan-cluburi din țară care a fost înființat la București în anul 1991.

## Familie
Gabriel Cotabiță s-a căsătorit în 1996 cu Ioana Nagy, cu care are trei fete, Aela și gemenele Eliza și Milena. A divorțat de prima soție în 1997. În anul 2016 s-a recăsătorit cu Alina Gabriela Munteanu.

## Premii
- 1988 - obține premiul publicului cu melodia „Încearcă” la concursul „Șlagăre în devenire”
- 1988 - obține trofeul la festivalul Mamaia cu piesa „Dă-mi o șansă”
- 1990 - obține trofeul pentru piesa „Ave Maria!”
- 1991 - piesa „Te tog domnișoară nu pleca” este desemnat șlagărul anului la festivalul de la Mamaia și tot în același an piesa „Ce mai vrei” obține locul al III-lea la aceeași secțiune
- 1992 - obține trofeul cu piesa „Lasă-mi pe cer o stea”.Tot în același an piesa „Dacă lumea ar fi a mea” se clasează pe locul al II-lea la secțiuena Creație iar „Balada timidului soldat” se clasează a doua la secțiunea Șlagăre
- 1993 - „Voice from above” devine șlagărul anului la festivalul Mamaia
- 1995 - „Raiul e pe pământ” devine șlagărul anului la festivalul Mamaia
- 1996 - „Atunci când nu ești” se clasează pe locul al III-lea la secțiunea „Șlagăre” de la festivalul Mamaia
- 1997 - „Poate că da, poate că nu” se clasează pe locul al II-lea la secțiunea „Șlagăre” și tot în același an Gabriel Cotabiță obține locul al II-lea la secțiunea Creație cu piesa „Să nu ne spunem adio”.
- 1997 - primește trofeul la Festivalul Cântecului de dragoste pentru piesa „Să nu ne spunem adio”
- 1997 - obține diploma de merit la „Unisong International Songs Contest”, USA
- 1998 - obține premiul al III-lea la secțiunea Soul R&B la „Pacific International Song Contest Surfers Paradise, Australia
- 1998 - obține trofeul pentru piesa „Balada timidului etern”
- 1999 - obține trofeul pentru piesa „Te iert”

## Discografie
- 1980 - Formații rock 5 (cu formația Redivivus, album colectiv)
- 1983 - Holograf 1 (cu formația Holograf)
- 1987 - În fiecare zi mi-e dor de tine (cu Marina Florea)
- 1988 - Noapte albastră
- 1989 - Noi rămânem oameni
- 1991 - Prima iubire și ultima
- 1993 - Prizonier
- 1997 - Viața e un cazino
- 2002 - Greatest Hits (cu formația VH2)
- 2004 - Dacă n-ai iubi (cu formația VH2)
- 2010 - Fărâme de tandrețe
- 2011 - 2 (cu formația VH2)
- 2012 - 25 de ani de nopți albastre - Best of Gabriel Cotabiță
- 2014 - 3: Live în Garaj (cu formația VH2)